# Prix Jules-Janin
Le prix Jules-Janin est un prix de l'Académie française de littérature et de philosophie d'abord triennal à partir de 1880 mais constitué annuellement en 1994 par regroupement des fondations et des prix Jules Janin, Langlois, Pouchard et Jeanne Scialtel. Il récompense une œuvre de traduction.
Jules Janin, né à Saint-Étienne le 16 février 1804 et mort à Paris le 19 juin 1874 , est un écrivain et critique dramatique français. Il est élu à l’Académie française le 7 avril 1870 et prend le siège de Sainte-Beuve.

## Liste des lauréats

### Années 1880
- 1880 : 
  - Eugène Benoist pour les Poésies de Catulle
  - M. F. Cass-Robine pour Satires de Perse et de Juvénal. Œuvres d’Horace
  - Eugène Rostand pour les Poésies de Catulle
- 1883 : Victor Develay pour les Œuvres latines de Pétrarque
- 1884 : 
  - Dr Romain Grille pour les Comédies de Plaute
  - Léopold Hervieux pour les Fables de Phèdre
  - Abbé G. Théodore pour les Œuvres de Cornélius Nepos
- 1887 : Victor Develay pour la Correspondance de Pétrarque

### Années 1890
- 1890 : 
  - Léopold Constans pour La conjuration de Catilina, de Salluste
  - Octave Cottreau pour Consolation philosophique, de Boëce
  - Henri de La Ville de Mirmont pour La Moselle d'Ausone
  - Édouard Miélet pour Poème de Lucrèce
- 1893 : 
  - Justin Bellanger (1833-1917) pour La Guerre des Gaules de César
  - Henri Ferté (1821-1903) pour Programme et règlement des études de la société de Jésus, De la manière d’apprendre et d’enseigner et L’élève de rhétorique par le R.P. Joseph Jouvency
  - Émile Pessonneaux et Raoul Pessonneaux pour les Œuvres de Cicéron
- 1896 : Philippe Martinon pour Élégies de Tibulle
- 1899 : 
  - Antelme Édouard Chaignet pour Problèmes et solutions touchant les premiers principes, de Damascius
  - Alexandre Marie Desrousseaux pour Poèmes de Bacchylide de Céos
  - Constant Poyard (1826-1909) pour Discours politiques, de Démosthène

### Années 1900
- 1902 : 
  - Henri Bornecque pour Sénèque le rhéteur. Controverses et Suasoires
  - Fernand de Mély pour Les lapidaires grecs
  - Théodore de Wyzewa pour La légende dorée, de Jacques de Voragine
  - Gustave Michaut pour Pensées, de Marc-Aurèle
- 1905 : 
  - Auguste Couat pour Pensées de Marc-Aurèle
  - Paul Fournier pour Pensées de Marc-Aurèle
  - Constant Poyard (1826-1909) pour Discours judiciaires, de Démosthène
- 1908 : 
  - Célestin Albin de Cigala pour L’Imitation de Jésus-Christ
  - Pierre de Labriolle pour Tertullien
  - Philippe Martinon pour Les drames d’Eschyle, de Sophocle, d’Euripide

### Années 1910
- 1911 : Henri Lantoine pour Les Géorgiques, de Virgile
- 1914 : 
  - Colonel Arthur Boucher (1874-1933) pour Anabase de Xénophon
  - Henri Dargel pour Trois farces antiques d’après Plaute
  - Pierre de Labriolle pour Les sources de l’histoire du Montanisme - Textes grecs, latins, syriaques
  - Charles Dubois pour Prométhée enchaîné, de Eschyle
  - Philippe Martinon pour Les amours d’Ovide

### Années 1920
- 1920 : 
  - André Castagnou et Philéas Lebesgue pour Anthologie (1899-1918), de Sotiris Skipis
  - Louis Gernet pour Livre IX des Lois, de Platon
  - Henri Renard pour Odes d’Horace
- 1923 : Association Guillaume-Budé pour Collection de traductions grecques et latines
- 1926 : 
  - Chanoine Louis Bayard pour Saint Cyprien. Correspondance (2 vol)
  - Mario Meunier pour Les vers d’or, de Pythagore. Commentaire sur les vers d’or des Pythagoriciens, d’Héraclès
  - Amédée-Ildefonse Trannoy pour Pensées de Marc-Aurèle
  - Julien Weill pour Œuvres complètes de Flavius Josèphe. Antiquités judaïques
- 1929 : 
  - Léopold-Albert Constans pour La guerre des Gaules, de César (2 vol.)
  - Maurice de Coppet pour la traduction de Bucoliques, de Virgile

### Années 1930
- 1932 : 
  - Raymond Billiard pour Les Géorgiques de Virgile
  - Maurice Rat pour Traductions de Catulle, Tibulle, Properce
- 1935 : 
  - Émile Chambry pour La République, de Platon
  - Dr Denys Gorce (1890-1984) pour Lettres spirituelles de saint Jérôme
  - François Villeneuve (18..-1956) pour Horace
- 1938 : 
  - Robert Baccou (1906-1943) pour La République, de Platon
  - Pierre Constant pour Fables, de Phèdre
  - R.P. Leib pour L'Alexiade, d'Anne Comnène
  - Maurice Rat pour Anthologie des poètes latins
  - Bernard Roland-Gosselin pour La morale chrétienne, de saint Augustin

### Années 1940
- 1941 : Maurice Rat pour Anthologie grecque
- 1947 : Dr Benjamin-Joseph Logre (1883-1963) pour L'anxiété de Lucrèce

### Années 1960
- 1965 : Charles Joatton pour Alceste d’Euripide

### Années 1970
- 1974 : Jacques André pour Histoire naturelle de Pline l’Ancien
- 1977 : André Lanly (1911-2007) pour Traduction en français moderne du Roman de la Rose

### Années 1980
- 1980 : Jacques Perret pour Traduction de l’Énéide, de Virgile
- 1989 : Marie-Madeleine de La Garanderie (1914?-2005) pour Traduction de l’Étude des Lettres, de Guillaume Budé

### Années 1990
- 1995 : 
  - Ivan Obbov pour Traduction des Cent frères de Manol, d’Anton Dontchev
  - Marie-Joseph Pierre pour Traduction des Odes, de Salomon
- 1996 : 
  - Ève Barre pour Traduction de Paix à Ithaque !, de Sandor Marai
  - François Cornillot pour Traduction des Poèmes, de Fiodor Tiouttchev
- 1997 : Marc Weinstein pour Traduction du Journal, de Korneï Tchoukovski
- 1998 : Marianne Véron pour Traduction de À lire la nuit, de Seamus Deane
- 1999 : Philippe Bataillon pour Traduction de Pleine lune, d’Antonio Muñoz Molina

### Années 2000
- 2002 : Jean Besson (1927-....) pour Russie profonde de Pouchkine à Okoudjava. Poèmes et chansons russes
- 2003 : Michel Orcel pour Nouvelle traduction de Jérusalem libérée, de Le Tasse
- 2005 : Vénus Khoury-Ghata pour Commencement du corps fin de l’océan, de Adonis
- 2006 : Benito Pelegrín (1940-....) pour Traités politiques, esthétiques, éthiques, de Baltasar Gracián
- 2007 : Danièle Robert pour Traduction d’Ovide : Lettres d’amour, lettres d’exil
- 2008 : Frédéric Boyer pour Traduction de saint Augustin, Les Aveux
- 2009 : M. Phuong Dang Tran pour Traduction de Duong Thu Huong, Au zénith

### Années 2010
- 2010 : Olivier Le Lay pour Traduction de Berlin Alexanderplatz d’Alfred Döblin
- 2011 : Philippe Brunet pour Traduction de l’Iliade
- 2012 : Bertrand Badiou (1957-....) pour la traduction de la correspondance d’Ingeborg Bachmann et Paul Celan intitulée Le Temps du cœur
- 2013 : Brice Matthieussent pour Traduction des œuvres de Jim Harrison
- 2014 : Jean-Yves Boriaud (1950-....) pour Traduction des Femmes illustres, de Boccace
- 2015 : Joëlle Dublanchet pour Coup de soleil et autres nouvelles d’Ivan Bounine
- 2016 : Bernard Combeaud (1948-2018) pour la traduction de Lucrèce intitulée La Naissance des choses
- 2017 : Claire de Oliveira pour Traduction de La Montagne magique de Thomas Mann
- 2018 : Yvan Mignot (1942-....) pour Œuvres (1919-1922) de Vélimir Khlebnikov
- 2019 : Jean-Claude Schneider pour Œuvres complètes d’Ossip Mandelstam

### Années 2020
- 2020 : Christophe Carraud (1960-....) pour Traduction des écrits juridiques de Salvatore Satta et de sa correspondance avec Bernardo Albanese
- 2021 : Marguerite Bordry (1987-....) pour Senso et autres nouvelles vénitiennes de Camillo Boito
- 2022 : Christian Garcin et Thierry Gillybœuf pour la traduction de l’intégrale des nouvelles de Melville
- 2023 : Mme Claude Seban pour Respire… et de Mélancolie américaine, et pour l’ensemble de ses traductions de Joyce Carol Oates
- 2024 : Pierre Deshusses pour la traduction des œuvres de Joseph Roth